# بنز (آ) آنتراسن
بنز(آ)آنتراسن (به انگلیسی: Benz(a)anthracene) با فرمول شیمیایی C18H12 یک ترکیب شیمیایی با شناسه پاب‌کم 5954 است. که جرم مولی آن 228.2879 می‌باشد. شکل ظاهری این ترکیب، جامد است.